# 윈드머신

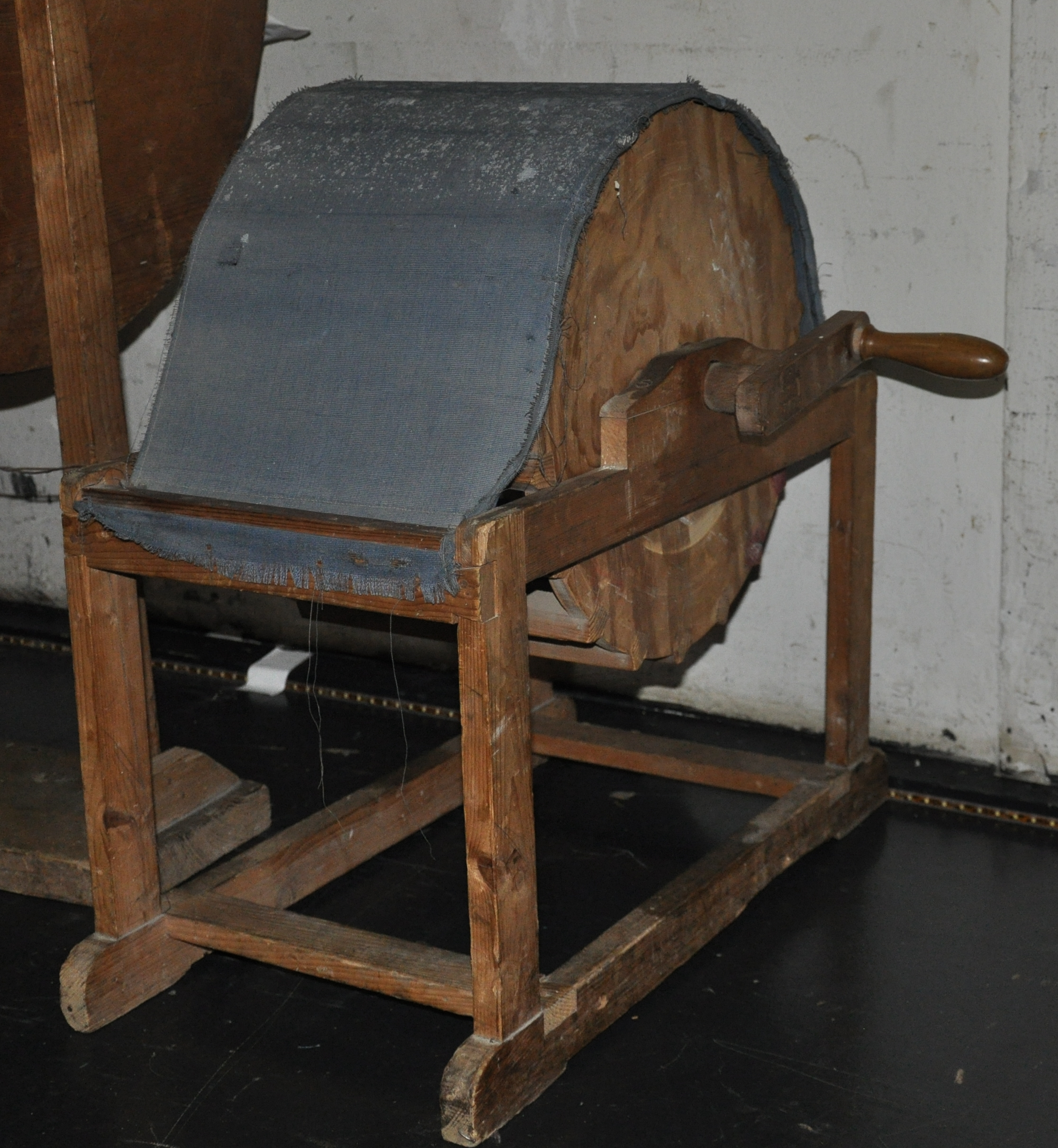
독일 라벤스부르크에 전시된 윈드머신

윈드머신(Wind machine, 풍음기)이란 바람 효과음을 내는 타악기로서 주로 관현악곡에서 쓰인다. 원형 통을 회전시키고 천을 접촉시키면서 일어나는 마찰음을 악기의 음으로 이용한다. 드럼의 회전 속도에 따라 소리에 강약이 가해진다. 모리스 라벨은 이 악기를 에올리폰(Aeoliphone: Aeoli - 바람의 + phone - 소리)이라는 이름으로 사용했다. 이 악기(?)를 기용한 사람으로는 리하르트 바그너, 리하르트 슈트라우스, 모리스 라벨, 퍼디 그로페, 제오르제 에네스쿠, 레이프 본 윌리엄스, 올리비에 메시앙, 에드워드 엘가, 아르놀트 쇤베르크, 죄르지 리게티, 마이클 티펫, 자코모 푸치니, 조아키노 로시니, 장필리프 라모, 벤저민 브리튼 등이 있다.